# Országok listája a szomszédos országok közötti országhatárok hosszúsága szerint
Ez a lista az országok közötti országhatárok hosszúságát tartalmazza.
Megjegyzés: A nem szuverén államok dőlt betűvel vannak szedve. Amelyik országnak/területnek nincs határa másik országgal/területtel, ezek a határ nélküli területek az N/A jelölést kapják.

## Országhatárok

### A–Cs
| Ország/Terület                     | Összes határ | Szomszédos országok határszakaszai | Szomszédos országok száma |
| ---------------------------------- | ------------ | --- | ------------------------- |
| Afganisztán                        | 5529 km      | Pakisztán: 2430 km Tádzsikisztán: 1206 km Irán: 936 km Türkmenisztán: 744 km Üzbegisztán: 137 km Kína: 76 km | 6                         |
| Akrotiri (NB)                      | 49 km        | Ciprus: 49 km | 1                         |
| Albánia                            | 720 km       | Görögország: 282 km Montenegró: 172 km Észak-Macedónia: 151 km Koszovó: 115 km | 4                         |
| Algéria                            | 6343 km      | Marokkó: 1559 km Mali: 1376 km Líbia: 982 km Tunézia: 965 km Niger: 956 km Mauritánia: 463 km Nyugat-Szahara: 42 km | 7                         |
| Amerikai Egyesült Államok          | 12 034 km    | Kanada: 8893 km – Alaszka: 2477 km Mexikó: 3141 km | 2                         |
| Amerikai Szamoa (USA)              | N/A          | N/A | N/A                       |
| Amerikai Virgin-szigetek (USA)     | N/A          | N/A | N/A                       |
| Andorra                            | 120,3 km     | Spanyolország: 63,7 km Franciaország: 56,6 km | 2                         |
| Angola                             | 5198 km      | Kongói Demokratikus Köztársaság: 2511 km; (ebből: Cabinda tartománnyal: 225 km) Namíbia: 1376 km Zambia: 1110 km Kongói Köztársaság: 201 km                                                                                        | 4                         |
| Anguilla (NB)                      | N/A          | N/A | N/A                       |
| Antarktisz (különböző követelések) | N/A          | N/A | N/A                       |
| Antigua és Barbuda                 | N/A          | N/A | N/A                       |
| Argentína                          | 9665 km      | Chile: 5308 km Paraguay: 1880 km Brazília: 1224 km Bolívia: 832 km Uruguay: 579 km | 5                         |
| Aruba (NED)                        | N/A          | N/A | N/A                       |
| Ashmore- és Cartier-szigetek (AUS) | N/A          | N/A | N/A                       |
| Ausztrália                         | N/A          | N/A | N/A                       |
| Ausztria                           | 2562 km      | Németország: 784 km Olaszország: 430 km Magyarország: 366 km Csehország: 362 km Szlovénia: 330 km Svájc: 164 km Szlovákia: 91 km Liechtenstein: 35 km                                                                              | 8                         |
| Azerbajdzsán                       | 2013 km      | Örményország – (Azerbajdzsán-összefüggő): 566 km Irán (Azerbajdzsán-összefüggő): 432 km Grúzia: 322 km Oroszország: 284 km Örményország – Azerbajdzsán-Nahicseván: 221 km Irán – Azerbajdzsán-Nahicseván: 179 km Törökország: 9 km | 5                         |
| Bahama-szigetek                    | N/A          | N/A | N/A                       |
| Bahrein                            | N/A          | N/A | N/A                       |
| Baker-sziget (USA)                 | N/A          | N/A | N/A                       |
| Banglades                          | 4246 km      | India: 4053 km Mianmar: 193 km | 2                         |
| Barbados                           | N/A          | N/A | N/A                       |
| Belgium                            | 1385 km      | Franciaország: 620 km Hollandia: 450 km Németország: 167 km Luxemburg: 148 km | 4                         |
| Belize                             | 516 km       | Guatemala: 266 km Mexikó: 250 km | 2                         |
| Benin                              | 1989 km      | Nigéria: 773 km Togo: 644 km Burkina Faso: 306 km Niger: 266 km | 4                         |
| Bermuda (NB)                       | N/A          | N/A | N/A                       |
| Bhután                             | 1075 km      | India: 605 km Kína: 470 km | 2                         |
| Bissau-Guinea                      | 724 km       | Guinea: 386 km Szenegál: 338 km | 2                         |
| Bolívia                            | 6743 km      | Brazília: 3400 km Peru: 900 km Chile: 861 km Argentína: 832 km Paraguay: 750 km | 5                         |
| Bonaire (NED)                      | N/A          | N/A | N/A                       |
| Bosznia-Hercegovina                | 1459 km      | Horvátország: 932 km Szerbia: 302 km Montenegró: 225 km | 3                         |
| Botswana                           | 4015 km      | Dél-afrikai Köztársaság: 1840 km Namíbia: 1360 km Zimbabwe: 813 km Zambia: 2 km | 4                         |
| Bouvet-sziget (NOR)                | N/A          | N/A | N/A                       |
| Brazília                           | 14 691 km    | Bolívia: 3400 km Venezuela: 2200 km Kolumbia: 1643 km Peru: 1560 km Paraguay: 1290 km Argentína: 1224 km Guyana: 1119 km Uruguay: 985 km Francia Guyana: 673 km Suriname: 597 km                                                   | 10                        |
| Brit Indiai-óceáni Terület (NB)    | N/A          | N/A | N/A                       |
| Brit Virgin-szigetek (NB)          | N/A          | N/A | N/A                       |
| Brunei                             | 381 km       | Malajzia: 381 km | 1                         |
| Bulgária                           | 1808 km      | Románia: 608 km Görögország: 494 km Szerbia: 318 km Törökország: 240 km Észak-Macedónia: 148 km | 5                         |
| Burkina Faso                       | 3193 km      | Mali: 1000 km Niger: 628 km Elefántcsontpart: 584 km Ghána: 549 km Benin: 306 km Togo: 126 km | 6                         |
| Burundi                            | 974 km       | Tanzánia: 451 km Ruanda: 290 km Kongói Demokratikus Köztársaság: 233 km | 3                         |
| Chile                              | 6171 km      | Argentína: 5150 km Bolívia: 861 km Peru: 160 km | 3                         |
| Ciprus                             | 152 km       | Akrotíri és Dekélia (NB): 152 km | 1                         |
| Ciszjordánia                       | 404 km       | Izrael: 307 km Jordánia: 97 km | 2                         |
| Clipperton-sziget (FRA)            | N/A          | N/A | N/A                       |
| Comore-szigetek                    | N/A          | N/A | N/A                       |
| Cook-szigetek (NZ)                 | N/A          | N/A | N/A                       |
| Costa Rica                         | 639 km       | Panama: 330 km Nicaragua: 309 km | 2                         |
| Curaçao (NED)                      | N/A          | N/A | N/A                       |
| Csád                               | 5968 km      | Szudán: 1360 km Közép-afrikai Köztársaság: 1197 km Niger: 1175 km Kamerun: 1094 km Líbia: 1055 km Nigéria: 87 km | 6                         |
| Csehország                         | 1881 km      | Lengyelország: 658 km Németország: 646 km Ausztria: 362 km Szlovákia: 215 km | 4                         |

### D–F
| Ország/Terület                              | Összes határ | Szomszédos országok határszakaszai | Szomszédos országok száma |
| ------------------------------------------- | ------------ | --- | ------------------------- |
| Dánia                                       | 68 km        | Németország: 68 km | 1                         |
| Dekélia (NB)                                | 152 km       | Ciprus: 103 km Észak-Ciprus: 49 km | 2                         |
| Dél-afrikai Köztársaság                     | 4862 km      | Namíbia: 967 km Lesotho: 909 km Botswana: 1840 km Mozambik: 491 km Szváziföld: 430 km Zimbabwe: 225 km | 6                         |
| Déli-Georgia és Déli-Sandwich-szigetek (NB) | N/A          | N/A | N/A                       |
| Dél-Korea                                   | 238 km       | Észak-Korea: 238 km | 1                         |
| Dél-Szudán                                  | 4797 km      | Etiópia: 883 km Kenya: 232 km Kongói Demokratikus Köztársaság: 628 km Közép-afrikai Köztársaság: 682 km Szudán: 1937 km Uganda: 435 km | 6                         |
| Dominikai Közösség                          | N/A          | N/A | N/A                       |
| Dominikai Köztársaság                       | 360 km       | Haiti: 360 km | 1                         |
| Dzsibuti                                    | 516 km       | Etiópia: 349 km Eritrea: 109 km Szomália: 58 km | 3                         |
| Ecuador                                     | 2010 km      | Peru: 1420 km Kolumbia: 590 km | 2                         |
| Egyenlítői-Guinea                           | 539 km       | Gabon: 350 km Kamerun: 189 km | 2                         |
| Egyesült Arab Emírségek                     | 867 km       | Szaúd-Arábia: 457 km Omán: 410 km | 2                         |
| Egyesült Királyság                          | 360 km       | Írország: 360 km | 1                         |
| Egyiptom                                    | 2665 km      | Szudán: 1273 km Líbia: 1115 km Izrael: 266 km Gázai övezet: 11 km | 4                         |
| Elefántcsontpart                            | 3110 km      | Libéria: 716 km Ghána: 668 km Guinea: 610 km Burkina Faso: 584 km Mali: 532 km | 5                         |
| Eritrea                                     | 1626 km      | Etiópia: 912 km Szudán: 605 km Dzsibuti: 109 km | 3                         |
| Északi-Mariana-szigetek (USA)               | N/A          | N/A | N/A                       |
| Észak-Korea                                 | 1673 km      | Kína: 1416 km Dél-Korea: 238 km Oroszország: 19 km | 3                         |
| Észtország                                  | 633 km       | Lettország: 339 km Oroszország: 294 km | 2                         |
| Etiópia                                     | 5328 km      | Szomália: 1600 km Eritrea: 912 km Dél-Szudán: 883 km Kenya: 861 km Szudán: 723 km Dzsibuti: 349 km | 5                         |
| Európai Unió                                | 12 664,8 km  | Norvégia: 2348 km Oroszország: 2257 km Svájc: 1811 km Ukrajna: 1257 km Szerbia: 1186 km Fehéroroszország: 1050 km Bosznia-Hercegovina: 932 km Moldova: 450 km Törökország: 446 km Észak-Macedónia: 419 km Albánia: 282 km Andorra 120,3 km San Marino: 39 km Liechtenstein: 34,9 km Montenegró: 25 km Monaco: 4,4 km Vatikán: 3,2 km | 17                        |
| Falkland-szigetek (NB)                      | N/A          | N/A | N/A                       |
| Fehéroroszország                            | 2900 km      | Oroszország: 959 km Ukrajna: 891 km Litvánia: 502 km Lengyelország: 407 km Lettország: 141 km | 5                         |
| Feröer (DEN)                                | N/A          | N/A | N/A                       |
| Fidzsi-szigetek                             | N/A          | N/A | N/A                       |
| Finnország                                  | 2690 km      | Oroszország: 1340 km Norvégia: 736 km Svédország: 614 km | 3                         |
| Francia déli és antarktiszi területek (FRA) | N/A          | N/A | N/A                       |
| Francia Guyana (FRA)                        | 1183 km      | Brazília: 673 km Suriname: 510 km | 2                         |
| Franciaország                               | 2889 km      | Spanyolország: 623 km Belgium: 620 km Svájc: 573 km Olaszország: 488 km Németország: 451 km Luxemburg: 73 km Andorra: 56,6 km Monaco: 4,4 km (Lásd még: Francia Guyana) | 8 (10)                    |
| Francia Polinézia (FRA)                     | N/A          | N/A | N/A                       |
| Fülöp-szigetek                              | N/A          | N/A | N/A                       |

### G–I
| Ország/Terület                          | Összes határ | Szomszédos országok határszakaszai | Szomszédos országok száma |
| --------------------------------------- | ------------ | --- | ------------------------- |
| Gabon                                   | 2551 km      | Kongói Köztársaság: 1903 km Egyenlítői-Guinea: 350 km Kamerun: 298 km | 3                         |
| Gambia                                  | 740 km       | Szenegál: 740 km | 1                         |
| Gázai övezet                            | 62 km        | Izrael: 51 km Egyiptom: 11 km | 2                         |
| Ghána                                   | 2094 km      | Togo: 877 km Elefántcsontpart: 668 km Burkina Faso: 549 km | 3                         |
| Gibraltár (NB)                          | 1,2 km       | Spanyolország: 1,2 km | 1                         |
| Görögország                             | 1228 km      | Bulgária: 494 km Albánia: 282 km Észak-Macedónia: 246 km Törökország: 206 km                                                                                                   | 4                         |
| Grenada                                 | N/A          | N/A | N/A                       |
| Grönland (DEN)                          | N/A          | N/A | N/A                       |
| Grúzia                                  | 1461 km      | Oroszország: 723 km Azerbajdzsán: 322 km Törökország: 252 km Örményország: 164 km                                                                                              | 4                         |
| Guadeloupe (FRA)                        | N/A          | N/A | N/A                       |
| Guam (USA)                              | N/A          | N/A | N/A                       |
| Guatemala                               | 1687 km      | Mexikó: 962 km Belize: 266 km Honduras: 256 km Salvador: 203 km | 4                         |
| Guernsey (NB)                           | N/A          | N/A | N/A                       |
| Guinea                                  | 3399 km      | Mali: 858 km Sierra Leone: 652 km Elefántcsontpart: 610 km Libéria: 563 km Bissau-Guinea: 386 km Szenegál: 330 km                                                              | 6                         |
| Guyana                                  | 2462 km      | Brazília: 1119 km Venezuela: 743 km Suriname: 600 km | 3                         |
| Haiti                                   | 360 km       | Dominikai Köztársaság: 360 km | 1                         |
| Heard-sziget és McDonald-szigetek (AUS) | N/A          | N/A | N/A                       |
| Honduras                                | 1520 km      | Nicaragua: 922 km Salvador: 342 km Guatemala: 256 km | 3                         |
| Hongkong (Kína)                         | 30 km        | Kína: 30 km (Kína egyik különleges igazgatású területe) | 1                         |
| Hollandia                               | 1027 km      | Németország: 577 km Belgium: 450 km Franciaországgal – Sint Maarten és Saint-Martin között: 10,2 km                                                                            | 2 (3)                     |
| Horvátország                            | 2197 km      | Bosznia-Hercegovina: 932 km Szlovénia: 670 km Magyarország: 329 km Szerbia: 241 km Montenegró: 25 km                                                                           | 5                         |
| Howland-sziget (USA)                    | N/A          | N/A | N/A                       |
| India                                   | 14 103 km    | Banglades: 4053 km Kína: 3380 km Pakisztán : 2912 km Nepál: 1690 km Mianmar: 1463 km Bhután: 605 km Afganisztán 92 km                                                          | 7                         |
| Indonézia                               | 2830 km      | Malajzia: 1782 km Pápua Új-Guinea: 820 km Kelet-Timor: 228 km | 3                         |
| Irak                                    | 3650 km      | Irán: 1458 km Szaúd-Arábia: 814 km Szíria: 605 km Törökország: 352 km Kuvait: 240 km Jordánia: 181 km                                                                          | 6                         |
| Irán                                    | 5440 km      | Irak: 1458 km Türkmenisztán: 992 km Afganisztán: 936 km Pakisztán: 909 km Törökország: 499 km Azerbajdzsán-összes: 432 km; Azerbajdzsán-Nahicseván: 179 km Örményország: 35 km | 7                         |
| Írország                                | 360 km       | Egyesült Királyság, Észak-Írország: 360 km | 1                         |
| Izland                                  | N/A          | N/A | N/A                       |
| Izrael                                  | 1017 km      | Ciszjordánia: 307 km Egyiptom: 266 km Jordánia: 238 km Libanon: 79 km Szíria: 76 km Gázai övezet: 51 km                                                                        | 6                         |

### J–L
| Ország/Terület                  | Összes határ          | Szomszédos országok határszakaszai | Szomszédos országok száma |
| ------------------------------- | --------------------- | --- | ------------------------- |
| Jamaica                         | N/A                   | N/A | N/A                       |
| Jan Mayen-sziget (NOR)          | N/A                   | N/A | N/A                       |
| Japán                           | N/A                   | N/A | N/A                       |
| Jarvis-sziget (USA)             | N/A                   | N/A | N/A                       |
| Jemen                           | 1746 km               | Szaúd-Arábia: 1458 km Omán: 288 km | 2                         |
| Jersey (NB)                     | N/A                   | N/A | N/A                       |
| Johnston-atoll (USA)            | N/A                   | N/A | N/A                       |
| Jordánia                        | 1635 km               | Szaúd-Arábia: 744 km Szíria: 375 km Izrael: 238 km Irak: 181 km Ciszjordánia: 97 km | 5                         |
| Kajmán-szigetek (NB)            | N/A                   | N/A | N/A                       |
| Kambodzsa                       | 2572 km               | Vietnám: 1228 km Thaiföld: 803 km Laosz: 541 km | 3                         |
| Kamerun                         | 4591 km               | Nigéria: 1690 km Csád: 1094 km Közép-afrikai Köztársaság: 797 km Kongói Köztársaság: 523 km Gabon: 298 km Egyenlítői-Guinea: 189 km | 5                         |
| Kanada                          | 8893 km               | Egyesült Államok: 8893 km; – Alaszkával: 2477 km | 1                         |
| Karácsony-sziget (AUS)          | N/A                   | N/A | N/A                       |
| Katar                           | 60 km                 | Szaúd-Arábia: 60 km | 1                         |
| Kazahsztán                      | 12 012 km             | Oroszország: 6846 km Üzbegisztán: 2203 km Kína: 1533 km Kirgizisztán: 1051 km Türkmenisztán: 379 km | 5                         |
| Kelet-Timor                     | 228 km                | Indonézia: 228 km | 1                         |
| Kenya                           | 3477 km               | Uganda: 933 km Etiópia: 861 km Tanzánia: 769 km Szomália: 682 km Dél-Szudán: 232 km | 5                         |
| Kína                            | 22 117 km (22 147 km) | Mongólia: 4677 km Oroszország: 3645 km India: 3380 km Mianmar: 2185 km Kazahsztán: 1533 km Észak-Korea: 1416 km Vietnám: 1281 km Nepál: 1236 km Kirgizisztán: 858 km Pakisztán: 523 km Bhután: 470 km Laosz: 423 km Tádzsikisztán: 414 km Afganisztán: 76 km Belföldi határ Kína és a 2 különleges közigazgatási terület között – Hongkong: 30 km, Makaó: 0,34 km | 14 (16)                   |
| Kingman-zátony (USA)            | N/A                   | N/A | N/A                       |
| Kirgizisztán                    | 3878 km               | Üzbegisztán: 1099 km Kazahsztán: 1051 km Tádzsikisztán: 870 km Kína: 858 km | 4                         |
| Kiribati                        | N/A                   | N/A | N/A                       |
| Kókusz (Keeling)-szigetek (AUS) | N/A                   | N/A | N/A                       |
| Kolumbia                        | 6004 km               | Venezuela: 2050 km Brazília: 1643 km Peru: 1496 km Ecuador: 590 km Panama: 225 km | 5                         |
| Kongói Demokratikus Köztársaság | 10 730 km             | Angola: 2511 km; (ebből: Cabinda tartománnyal: 225 km) Kongói Köztársaság: 2410 km Zambia: 1930 km Közép-afrikai Köztársaság: 1577 km Uganda: 765 km Dél-Szudán: 628 km Tanzánia: 459 km Burundi: 233 km Ruanda: 217 km | 9                         |
| Kongói Köztársaság              | 5504 km               | Kongói Demokratikus Köztársaság: 2410 km Gabon: 1903 km Kamerun: 523 km Közép-afrikai Köztársaság: 467 km Angola: 201 km | 5                         |
| Korall-tengeri-szigetek (AUS)   | N/A                   | N/A | N/A                       |
| Koszovó                         | 701 km                | Szerbia: 352 km Észak-Macedónia: 159 km Albánia: 112 km Montenegró: 79 km | 4                         |
| Közép-afrikai Köztársaság       | 5203 km               | Kongói Demokratikus Köztársaság: 1577 km Csád: 1197 km Dél-Szudán: 692 km Szudán: 483 km Kamerun: 797 km Kongói Köztársaság: 467 km | 5                         |
| Kuba                            | 29 km                 | Guantánamói-öböl: 29 km | 0 (1)                     |
| Kuvait                          | 462 km                | Irak: 240 km Szaúd-Arábia: 222 km | 2                         |
| Laosz                           | 5083 km               | Vietnám: 2130 km Thaiföld: 1754 km Kambodzsa: 541 km Kína: 423 km Mianmar: 235 km | 5                         |
| Lengyelország                   | 2788 km               | Csehország: 658 km Ukrajna: 526 km Németország: 456 km Szlovákia: 444 km Fehéroroszország: 407 km Oroszország (Kalinyingrádi terület): 206 km Litvánia: 91 km | 7                         |
| Lesotho                         | 909 km                | Dél-afrikai Köztársaság: 909 km | 1                         |
| Lettország                      | 1150 km               | Litvánia: 453 km Észtország: 339 km Oroszország: 217 km Fehéroroszország: 141 km | 4                         |
| Libanon                         | 454 km                | Szíria: 375 km Izrael: 79 km | 2                         |
| Libéria                         | 1585 km               | Elefántcsontpart: 716 km Guinea: 563 km Sierra Leone: 306 km | 3                         |
| Líbia                           | 4348 km               | Egyiptom: 1115 km Csád: 1055 km Algéria: 982 km Tunézia: 459 km Szudán: 383 km Niger: 354 km | 6                         |
| Liechtenstein                   | 76 km                 | Svájc: 41,1 km Ausztria: 34,9 km | 2                         |
| Litvánia                        | 1273 km               | Fehéroroszország: 502 km Lettország: 453 km Oroszország (Kalinyingrádi terület): 227 km Lengyelország: 91 km | 4                         |
| Luxemburg                       | 359 km                | Belgium: 148 km Németország: 138 km Franciaország: 73 km | 3                         |

### M–O
| Ország/Terület       | Összes határ | Szomszédos országok határszakaszai | Szomszédos országok száma |
| -------------------- | ------------ | --- | ------------------------- |
| Észak-Macedónia      | 766 km       | Görögország: 246 km Szerbia: 162 km Koszovó: 159 km Albánia: 151 km Bulgária: 148 km | 5                         |
| Madagaszkár          | N/A          | N/A | N/A                       |
| Magyarország         | 2171 km      | Szlovákia: 677 km Románia: 443 km Ausztria: 366 km Horvátország: 329 km Szerbia: 151 km Ukrajna: 133 km Szlovénia: 102 km | 7                         |
| Makaó (Kína)         | 0,34 km      | Kína: 0,34 km (Kína egyik különleges közigazgatású területe) | 1                         |
| Malajzia             | 3147,3 km    | Indonézia: 2019,5 km Malajzia: 646,5 km Brunei: 481,3 km | 3                         |
| Malawi               | 2881 km      | Mozambik: 1569 km Zambia: 837 km Tanzánia: 475 km | 3                         |
| Maldív-szigetek      | N/A          | N/A | N/A                       |
| Mali                 | 7243 km      | Mauritánia: 2237 km Algéria: 1376 km Burkina Faso: 1000 km Guinea: 858 km Niger: 821 km Elefántcsontpart: 532 km Szenegál: 419 km | 7                         |
| Málta                | N/A          | N/A | N/A                       |
| Man-sziget (NB)      | N/A          | N/A | N/A                       |
| Marokkó              | 2017,9 km    | Algéria: 1559 km Nyugat-Szahara: 443 km Spanyolország (Melilla): 9,6 km Spanyolország (Ceuta): 6,3 km Spanyolország (Peñón de Vélez de la Gomera): 87 m | 3                         |
| Marshall-szigetek    | N/A          | N/A | N/A                       |
| Martinique (FRA)     | N/A          | N/A | N/A                       |
| Mauritánia           | 5074 km      | Mali: 2237 km Nyugat-Szahara: 1561 km Szenegál: 813 km Algéria: 463 km | 4                         |
| Mauritius            | N/A          | N/A | N/A                       |
| Mayotte (FRA)        | N/A          | N/A | N/A                       |
| Mexikó               | 4353 km      | Amerikai Egyesült Államok: 3141 km Guatemala: 962 km Belize: 250 km | 3                         |
| Mianmar              | 5876 km      | Kína: 2185 km Thaiföld: 1800 km India: 1463 km Laosz: 235 km Banglades: 193 km | 5                         |
| Midway-atoll (USA)   | N/A          | N/A | N/A                       |
| Mikronézia           | N/A          | N/A | N/A                       |
| Moldova              | 1389 km      | Ukrajna: 939 km Románia: 450 km | 2                         |
| Monaco               | 4,4 km       | Franciaország: 4,4 km | 1                         |
| Mongólia             | 8220 km      | Kína: 4677 km Oroszország: 3543 km | 2                         |
| Montenegró           | 625 km       | Bosznia-Hercegovina: 225 km Albánia: 172 km Szerbia: 124 km Koszovó: 79 km Horvátország: 25 km | 5                         |
| Montserrat (NB)      | N/A          | N/A | N/A                       |
| Mozambik             | 4571 km      | Malawi: 1569 km Zimbabwe: 1231 km Tanzánia: 756 km Dél-afrikai Köztársaság: 491 km Zambia: 419 km Szváziföld: 105 km | 6                         |
| Namíbia              | 3936 km      | Angola: 1376 km Botswana: 1360 km Dél-afrikai Köztársaság: 967 km Zambia: 233 km | 4                         |
| Nauru                | N/A          | N/A | N/A                       |
| Navassa-sziget (USA) | N/A          | N/A | N/A                       |
| Nepál                | 2926 km      | India: 1690 km Kína: 1236 km | 2                         |
| Németország          | 3621 km      | Ausztria: 784 km Csehország: 646 km Hollandia: 577 km Lengyelország: 456 km Franciaország: 451 km Svájc: 334 km Belgium: 167 km Luxemburg: 138 km Dánia: 68 km | 9                         |
| Nicaragua            | 1231 km      | Honduras: 922 km Costa Rica: 309 km | 2                         |
| Niger                | 5697 km      | Nigéria: 1497 km Csád: 1175 km Algéria: 956 km Mali: 821 km Burkina Faso: 628 km Líbia: 354 km Benin: 266 km | 7                         |
| Nigéria              | 4047 km      | Kamerun: 1690 km Niger: 1497 km Benin: 773 km Csád: 87 km | 4                         |
| Niue (NZ)            | N/A          | N/A | N/A                       |
| Norfolk-sziget (AUS) | N/A          | N/A | N/A                       |
| Norvégia             | 2551 km      | Svédország: 1619 km Finnország: 736 km Oroszország: 196 km | 3                         |
| Nyugat-Szahara       | 2046 km      | Mauritánia: 1561 km Marokkó: 443 km Algéria: 42 km | 3                         |
| Olaszország          | 1932,2 km    | Svájc: 740 km Franciaország: 488 km Ausztria: 430 km Szlovénia: 232 km San Marino: 39 km Vatikán: 3,2 km | 6                         |
| Omán                 | 1374 km      | Szaúd-Arábia: 676 km Egyesült Arab Emírségek: 410 km Jemen: 288 km | 3                         |
| Oroszország          | 20 017 km    | Kazahsztán: 6846 km Kína: 3645 km Mongólia: 3485 km Ukrajna: 1576 km Finnország: 1340 km Fehéroroszország: 959 km Grúzia: 723 km Észtország: 294 km Azerbajdzsán: 284 km Litvánia (Kalinyingrádi terület): 227 km Lettország: 217 km Lengyelország (Kalinyingrádi terület): 206 km Norvégia: 196 km Észak-Korea: 19 km | 14                        |
| Örményország         | 1254 km      | Azerbajdzsán-összefüggő: 566 km Törökország: 268 km Azerbajdzsán-Nahicseván: 221 km Grúzia: 164 km Irán: 35 km | 4                         |

### P–Sz
| Ország/Terület                           | Összes határ | Szomszédos országok határszakaszai | Szomszédos országok száma |
| ---------------------------------------- | ------------ | --- | ------------------------- |
| Pakisztán                                | 6774 km      | India: 2912 km Afganisztán: 2430 km Irán: 909 km Kína: 523 km | 4                         |
| Palau                                    | N/A          | N/A | N/A                       |
| Palmyra-atoll (USA)                      | N/A          | N/A | N/A                       |
| Panama                                   | 555 km       | Costa Rica: 330 km Kolumbia: 225 km | 2                         |
| Pápua Új-Guinea                          | 820 km       | Indonézia: 820 km | 1                         |
| Paracel-szigetek (különböző követelések) | N/A          | N/A | N/A                       |
| Paraguay                                 | 3920 km      | Argentína: 1880 km Brazília: 1290 km Bolívia: 750 km | 3                         |
| Peru                                     | 5536 km      | Brazília: 1560 km Kolumbia: 1496 km Ecuador: 1420 km Bolívia: 900 km Chile: 160 km                                                                                                | 5                         |
| Pitcairn-szigetek (NB)                   | N/A          | N/A | N/A                       |
| Portugália                               | 1214 km      | Spanyolország: 1214 km | 1                         |
| Puerto Rico (USA)                        | N/A          | N/A | N/A                       |
| Réunion (FRA)                            | N/A          | N/A | N/A                       |
| Románia                                  | 2508 km      | Bulgária: 608 km Ukrajna: 531 km Szerbia: 476 km Moldova: 450 km Magyarország: 443 km                                                                                             | 5                         |
| Ruanda                                   | 893 km       | Burundi: 290 km Kongói Demokratikus Köztársaság: 217 km Tanzánia: 217 km Uganda: 169 km                                                                                           | 4                         |
| Saba (NED)                               | N/A          | N/A | N/A                       |
| Saint-Barthélemy (FRA)                   | N/A          | N/A | N/A                       |
| Saint Kitts és Nevis                     | N/A          | N/A | N/A                       |
| Saint Lucia                              | N/A          | N/A | N/A                       |
| Saint-Martin (FRA)                       | 10,2 km      | (Sint Maarten): 10,2 km | 1                         |
| Saint-Pierre és Miquelon (FRA)           | N/A          | N/A | N/A                       |
| Saint Vincent és a Grenadine-szigetek    | N/A          | N/A | N/A                       |
| Salamon-szigetek                         | N/A          | N/A | N/A                       |
| Salvador                                 | 545 km       | Honduras: 342 km Guatemala: 203 km | 2                         |
| San Marino                               | 39 km        | Olaszország: 39 km | 1                         |
| São Tomé és Príncipe                     | N/A          | N/A | N/A                       |
| Seychelle-szigetek                       | N/A          | N/A | N/A                       |
| Sierra Leone                             | 958 km       | Guinea: 652 km Libéria: 306 km | 2                         |
| Sint Eustatius (NED)                     | N/A          | N/A | N/A                       |
| Sint Maarten (NED)                       | 10,2 km      | Saint-Martin: 10,2 km | 1                         |
| Spanyolország                            | 1917,8 km    | Portugália: 1214 km Franciaország: 623 km Andorra: 63,7 km Marokkó (Melilla): 9,6 km Marokkó (Ceuta): 6,3 km Gibraltár: 1,2 km Marokkó (Peñón de Vélez de la Gomera): 87 m        | 5                         |
| Spitzbergák (NOR)                        | N/A          | N/A | N/A                       |
| Spratly-szigetek (különböző követelések) | N/A          | N/A | N/A                       |
| Srí Lanka                                | N/A          | N/A | N/A                       |
| Suriname                                 | 1707 km      | Guyana: 600 km Brazília: 597 km Francia Guyana: 510 km | 3                         |
| Svájc                                    | 1852 km      | Olaszország: 740 km Franciaország: 573 km Németország: 334 km Ausztria: 164 km Liechtenstein: 41 km                                                                               | 5                         |
| Svédország                               | 2233 km      | Norvégia: 1619 km Finnország: 614 km | 2                         |
| Szamoa                                   | N/A          | N/A | N/A                       |
| Szaúd-Arábia                             | 4431 km      | Jemen: 1458 km Irak: 814 km Jordánia: 744 km Omán: 676 km Egyesült Arab Emírségek: 457 km Kuvait: 222 km Katar: 60 km                                                             | 7                         |
| Szenegál                                 | 2640 km      | Mauritánia: 813 km Gambia: 740 km Mali: 419 km Bissau-Guinea: 338 km Guinea: 330 km                                                                                               | 5                         |
| Szent Ilona (NB)                         | N/A          | N/A | N/A                       |
| Szerbia                                  | 2027 km      | Románia: 476 km Bulgária: 318 km Bosznia-Hercegovina: 302 km Horvátország: 241 km Koszovó: 352 km Észak-Macedónia: 221 km Montenegró: 203 km Magyarország: 151 km Albánia: 115 km | 8                         |
| Szingapúr                                | N/A          | Malajziával híd és gyalogút köti össze | N/A                       |
| Szíria                                   | 2253 km      | Törökország: 822 km Irak: 605 km Jordánia: 375 km Libanon: 375 km Izrael: 76 km                                                                                                   | 5                         |
| Szlovákia                                | 1524 km      | Magyarország: 677 km Lengyelország: 444 km Csehország: 215 km Ukrajna: 97 km Ausztria: 91 km                                                                                      | 5                         |
| Szlovénia                                | 1334 km      | Horvátország: 670 km Ausztria: 330 km Olaszország: 232 km Magyarország: 102 km | 4                         |
| Szomália                                 | 2340 km      | Etiópia: 1600 km · Kenya: 682 km · Dzsibuti: 58 km · Szomáliföld | 4                         |
| Szomáliföld                              |              | Etiópia: Dzsibuti: 58 km Szomália: | 3                         |
| Szudán                                   | 6764 km      | Etiópia: 723 km Csád: 1360 km Egyiptom: 1273 km Eritrea: 605 km Líbia: 383 km Dél-Szudán:1937 km                                                                                  | 7                         |
| Szváziföld                               | 535 km       | Dél-afrikai Köztársaság: 430 km Mozambik: 105 km | 2                         |

### T–Z
| Ország/Terület                 | Összes határ | Szomszédos országok határszakaszai | Szomszédos országok száma |
| ------------------------------ | ------------ | --- | ------------------------- |
| Tádzsikisztán                  | 3651 km      | Afganisztán: 1206 km Üzbegisztán: 1161 km Kirgizisztán: 870 km Kína: 414 km                                                                               | 4                         |
| Tajvan (Kína)                  | N/A          | N/A | N/A                       |
| Tanzánia                       | 3861 km      | Kenya: 769 km Mozambik: 756 km Malawi: 475 km Kongói Demokratikus Köztársaság: 459 km Burundi: 451 km Uganda: 396 km Zambia: 338 km Ruanda: 217 km        | 8                         |
| Thaiföld                       | 4863 km      | Mianmar: 1800 km Laosz: 1754 km Kambodzsa: 803 km Malajzia: 506 km                                                                                        | 4                         |
| Togo                           | 1647 km      | Ghána: 877 km Benin: 644 km Burkina Faso: 126 km | 3                         |
| Tokelau-szigetek (NZ)          | N/A          | N/A | N/A                       |
| Tonga                          | N/A          | N/A | N/A                       |
| Törökország                    | 2648 km      | Szíria: 822 km Irán: 499 km Irak: 352 km Örményország: 268 km Grúzia: 252 km Bulgária: 240 km Görögország: 206 km Azerbajdzsán: 9 km                      | 8                         |
| Trinidad és Tobago             | N/A          | N/A | N/A                       |
| Tunézia                        | 1424 km      | Algéria: 965 km Líbia: 459 km | 2                         |
| Turks- és Caicos-szigetek (NB) | N/A          | N/A | N/A                       |
| Tuvalu                         | N/A          | N/A | N/A                       |
| Türkmenisztán                  | 3736 km      | Üzbegisztán: 1621 km Irán: 992 km Afganisztán: 744 km Kazahsztán: 379 km                                                                                  | 4                         |
| Uganda                         | 2698 km      | Kenya: 933 km Kongói Demokratikus Köztársaság: 765 km Dél-Szudán: 435 km Tanzánia: 396 km Ruanda: 169 km                                                  | 5                         |
| Új-Kaledónia (FRA)             | N/A          | N/A | N/A                       |
| Új-Zéland                      | N/A          | N/A | N/A                       |
| Ukrajna                        | 4663 km      | Oroszország: 1576 km Moldova: 939 km Fehéroroszország: 891 km Románia: 531 km Lengyelország: 526 km Magyarország: 103 km Szlovákia: 97 km                 | 7                         |
| Uruguay                        | 1564 km      | Brazília: 985 km Argentína: 579 km | 2                         |
| Üzbegisztán                    | 6221 km      | Kazahsztán: 2203 km Türkmenisztán: 1621 km Tádzsikisztán: 1161 km Kirgizisztán: 1099 km Afganisztán: 137 km                                               | 5                         |
| Vanuatu                        | N/A          | N/A | N/A                       |
| Vatikán                        | 3,2 km       | Olaszország: 3,2 km | 1                         |
| Venezuela                      | 4993 km      | Brazília: 2200 km Kolumbia: 2050 km Guyana: 743 km | 3                         |
| Vietnám                        | 4639 km      | Laosz: 2130 km Kína: 1281 km Kambodzsa: 1228 km | 3                         |
| Wake-sziget (USA)              | N/A          | N/A | N/A                       |
| Wallis és Futuna (FRA)         | N/A          | N/A | N/A                       |
| Zambia                         | 5666 km      | Kongói Demokratikus Köztársaság: 1930 km Angola: 1110 km Malawi: 837 km Zimbabwe: 797 km Mozambik: 419 km Tanzánia: 338 km Namíbia: 233 km Botswana: 2 km | 8                         |
| Zimbabwe                       | 3066 km      | Mozambik: 1231 km Botswana: 813 km Zambia: 797 km Dél-afrikai Köztársaság: 225 km                                                                         | 4                         |
| Zöld-foki Köztársaság          | N/A          | N/A | N/A                       |

## Érdekességek
- Leghosszabb határ két ország között – az Amerikai Egyesült Államok és Kanada között:  8891 km
- Leghosszabb folyamatos határszakasz két ország között – Oroszország és Kazahsztán között: 6846 km;  Amerikai Egyesült Államok és Kanada között: 6414 km; 
Chile és Argentína között: 5150 km
- Legrövidebb határ – Spanyolország és Marokkó között Peñón de Vélez de la Gomeránál: 87 m

## Országok és területek listája

### Országhatárok hosszúsága

#### Határ nélküliek
- Lásd Szigetországok listája

#### 0km-től 999km-ig (növekvő sorrend)
- Peñón de Vélez de la Gomera
- Makaó
- Gibraltár
- Vatikán
- Monaco
- Ceuta
- Melilla
- Saint-Martin
- Sint Maarten
- Kuba
- Hongkong
- San Marino
- Katar
- Gázai övezet
- Dánia
- Liechtenstein
- Andorra
- Kelet-Timor
- Dél-Korea
- Luxemburg
- Dominikai Köztársaság
- Haiti
- Írország
- Egyesült Királyság
- Brunei
- Ciszjordánia
- Libanon
- Kuvait
- Belize
- Dzsibuti
- Szváziföld
- Egyenlítői-Guinea
- Salvador
- Panama
- Montenegró
- Észtország
- Costa Rica
- Koszovó
- Albánia
- Bissau-Guinea
- Gambia
- Észak-Macedónia
- Pápua Új-Guinea
- Egyesült Arab Emírségek
- Ruanda
- Lesotho
- Sierra Leone
- Burundi

#### 1000km-től to 4999km-ig (növekvő sorrend)
- Izrael
- Hollandia
- Bhután
- Lettország
- Francia Guyana
- Portugália
- Görögország
- Nicaragua
- Örményország
- Litvánia
- Szlovénia
- Omán
- Belgium
- Moldova
- Tunézia
- Bosznia-Hercegovina
- Grúzia
- Honduras
- Szlovákia
- Uruguay
- Libéria
- Eritrea
- Jordánia
- Togo
- Észak-Korea
- Guatemala
- Suriname
- Jemen
- Bulgária
- Szváziföld
- Csehország
- Spanyolország
- Olaszország
- Benin
- Ecuador
- Azerbajdzsán
- Marokkó
- Szerbia
- Nyugat-Szahara
- Ghána
- Magyarország
- Horvátország
- Svédország
- Szíria
- Szomália
- Guyana
- Románia
- Gabon
- Norvégia
- Ausztria
- Kambodzsa
- Szenegál
- Törökország
- Egyiptom
- Malajzia
- Finnország
- Uganda
- Lengyelország
- Indonézia
- Malawi
- Fehéroroszország
- Nepál
- Zimbabwe
- Elefántcsontpart
- Burkina Faso
- Guinea
- Kenya
- Németország
- Irak
- Tádzsikisztán
- Türkmenisztán
- Tanzánia
- Kirgizisztán
- Paraguay
- Namíbia
- Botswana
- Nigéria
- Banglades
- Líbia
- Mexikó
- Szaúd-Arábia
- Mozambik
- Kamerun
- Vietnám
- Ukrajna
- Dél-Szudán
- Dél-afrikai Köztársaság
- Thaiföld
- Venezuela

#### 5000km-től 9999km-ig
- Mauritánia
- Laosz
- Angola
- Közép-afrikai Köztársaság
- Etiópia
- Irán
- Kongói Köztársaság
- Afganisztán
- Peru
- Zambia
- Niger
- Mianmar
- Csád
- Kolumbia
- Chile
- Üzbegisztán
- Algéria
- Bolívia
- Pakisztán
- Mali
- Szudán
- Mongólia
- Kanada
- Argentína

#### 10000km-től 19999km-ig
- Kongói Demokratikus Köztársaság
- Európai Unió
- Kazahsztán
- Amerikai Egyesült Államok
- India
- Brazília

#### 20000km felett
- Oroszország
- Kína